# 67712 Kimotsuki
67712 Kimotsuki este un asteroid din centura principală de asteroizi.

## Descriere
67712 Kimotsuki este un asteroid din centura principală de asteroizi. A fost descoperit pe 21 octombrie 2000 la Bisei Spaceguard Center în cadrul programului BATTeRS. Asteroidul prezintă o orbită caracterizată de o semiaxă mare de 2,27 ua, o excentricitate de 0,13 și o înclinație de 3,9° în raport cu ecliptica.